# Renat Sabitov
Renat Charisovič Sabitov (in russo Ренат Харисович Сабитов?; Mosca, 13 giugno 1985) è un allenatore di calcio ed ex calciatore russo, di ruolo difensore.

## Carriera

### Gli inizi e l'approdo al Saturn Ramenskoe
Sabitov calcisticamente nasce nelle giovanili del Chertanovo football school e nel 2001 passa a far parte delle giovanili del FC Khimki.Nel 2004 lo acquista la squadra russa del Saturn. Nei primi due anni rimane ai margini della rosa, e soltanto nel 2006 arriva l'esordio in prima squadra, durante Zenit-Saturn 1-1.Chiude la stagione totalizzando 6 presenze.

### Spartak Mosca
Nel 2007 passa a titolo definitivo allo Spartak Mosca.Esordisce con la nuova maglia il 31 marzo nella vittoria esterna di San Pietroburgo per 1-3 contro lo Zenit.Conclude la stagione collezionando 15 presenze in campionato. Nella stagione successiva viene confermato dallo Spartak Mosca ed il 20 settembre 2007 fa il suo esordio nelle competizioni europee in Coppa Uefa nella partita vinta 5-0 nei confronti del BK Häcken. Il 6 aprile 2008 esordisce anche nel nuovo campionato nel pareggio interno per 1-1 contro l'Amkar Perm'.Termina la seconda stagione con lo Spartak collezionando 19 presenze in campionato e 2 in Coppa Uefa.Rimane in squadra un altro anno e comincia la stagione con un pareggio (1-1) in campionato contro lo Zenit San Pietroburgo.Conclude la terza stagione collezionando 18 presenze in campionato. La sua quarta stagione inizia con il suo esordio in Coppa di Russia, il 15 settembre 2009, nella vittoria esterna per 1-2 contro l'FK Krasnodar.Esordisce nel nuovo campionato il 21 marzo 2010 nel pareggio per 1-1 a San Pietroburgo contro lo Zenit.Conclude la quarta stagione con lo Spartak collezionando 17 presenze in campionato e 1 in Coppa di Russia.

### La conferma e i prestiti al Tom Tomsk e al Sibir
Inizialmente viene riconfermato per la 5ª stagione allo Spartak Mosca.Esordisce nella nuova stagione il 13 luglio 2010,in Coppa di Russia, nella vittoria esterna per 0-1 nei confronti del Metallurg Lipetsk. Il 15 settembre 2010 esordisce in Champions League (esordio assoluto in questa competizione) nella vittoria esterna per 0-1 contro il Marsiglia.Conclude l'esperienza con lo Spartak collezionando 2 presenze in Champions League e 1 in Coppa di Russia, e a stagione ancora in corso passa tra le file del Tom Tomsk.Esordisce in campionato con la nuova maglia il 14 marzo 2011 nella sconfitta esterna per 2-0 in casa del Volga NN.Chiude anche l'esperienza con il Tom Tomsk dopo aver giocato 27 partite in campionato e passa in prestito al Sibir,con cui esordisce in campionato il 12 marzo 2012 nella sconfitta interna per 0-3 contro l'FK Novgorod.Conclude la stagione al Sibir collezionando 7 presenze in campionato.

### Il ritorno al Tom Tomsk
Nella stagione 2011-12 torna al Tom Tomsk dopo il prestito al Sibir, facendo il suo secondo esordio con la maglia in Coppa di Russia, il 17 luglio 2011, nella vittoria per 0-1 in casa dello Z.S. Oskol.Sarà la sua unica presenza della stagione.

### Il ritorno al Sibir
Il 13 giugno 2012 torna al Sibir a parametro zero.

## Palmarès

### Club

#### Competizioni nazionali
- Pervenstvo Professional'noj Futbol'noj Ligi: 1

Mordovija: 2017-2018 (Girone Urali-Volga)